# Pseudoparanaspia chewi
Pseudoparanaspia chewi là một loài bọ cánh cứng trong họ Cerambycidae.